# Hellraiser III
Hellraiser 3 (títol original: Hellraiser III: Hell on Earth) és una pel·lícula estatunidenca de terror dirigida per Anthony Hickox estrenada l'11 de setembre de 1992. És el tercer film de la saga començada amb Hellraiser i el primer dirigida fora del Regne Unit. Va ser escrita per Peter Atkins i Tony Randel, director de Hellbound: Hellraiser II. Ha estat doblada al català.

## Argument
En una fosca botiga d'art, un jove milionari anomenat J.P. Monroe compra un tòtem de pedra ple de figures en relleu entre les quals estan la cara de Pinhead. Poc després, Joey Summerskill (Terry Farrell), una ambiciosa periodista de TV, presencia en la guàrdia d'un hospital l'espantosa mort d'un jove la carn del qual és estripada per unes sinistres cadenes enfonsades en el seu cos. Acompanyant al jove es trobava una noia anomenada Terry (Paula Marshall). Parlant amb ella Joey entén que la causa d'aquesta mort ha estat una caixa negra que la periodista va trobar en el cos del jove. Joey convida a Terry a viure amb ella i junts comencen a buscar l'origen de la caixa. Primer es dirigeixen a la botiga d'art, on un home de la zona els diu que aquesta botiga porta tancada més d'un mes. Forcen la porta i esbrinen que la caixa ha arribat allí des de l'hospital psiquiàtric Channard. Investigant, sorgeix el nom de Kirsty Cotton i des d'allà esbrinen la història anterior de la caixa.

## Repartiment
- Doug Bradley: Captità Elliott Spencer
- Terry Farrell: Joanne "Joey" Summerskill
- Paula Marshall: Terri / Dreamer Cenobite / Skinless Sandy
- Kevin Bernhardt: J. P. Monroe / Pistonhead Cenobite
- Ashley Laurence (cameo): Kirsty Cotton
- Ken Carpenter: Daniel "Doc" Fisher / Camerahead Cenobite
- Peter Atkins: Rick "The Bar Man" / Barbie Cenobite
- Eric Willhelm: CD Cenobite
- Robert Hammond: Chatterer Cenobite
- Brent Bolthouse: "The DJ"
- Lawrence Mortorff: Bum
- Clayton Hill: The Prior
- Aimée Leigh: Sandy / "Skinless" Sandy
- Peter G. Boynton: Mr. Summerskill

## Premis i nominacions

### Premis Saturn
| Any  | Categoria                   | Resultat |
| ---- | --------------------------- | -------- |
| 1993 | Millor pel·lícula de terror | Nominada |
| 1993 | Millor maquillatge          | Nominada |

### Festival internacional de cinema fantàstic d'Avoriaz
| Any  | Categoria  | Director       | Resultat |
| ---- | ---------- | -------------- | -------- |
| 1993 | Gran Premi | Anthony Hickox | Nominada |

### Festival Internacional de Cinema Fantàstic de Brussel·les
| Any  | Categoria                    | Director       | Resultat |
| ---- | ---------------------------- | -------------- | -------- |
| 1993 | Premi Pegasus de l'audiència | Anthony Hickox | Nominada |

### Fantasporto
| Any  | Categoria         | Resultat |
| ---- | ----------------- | -------- |
| 1993 | Millor pel·lícula | Nominada |